# Lojo kommun
Lojo kommun (finska: Lohjan kunta, 1926-1977 benämnd Lojo landskommun, finska: Lohjan maalaiskunta) var en kommun i landskapet Nyland i Finland. Lojo köping utbröts för att bilda en egen kommun 1926. Lojo kommun slogs samman med Lojo stad 1 januari 1997.
Enligt Statsrådets beslut (1364/92) om den språkliga indelningen av ämbetsdistrikt och självstyrande områden var Lojo kommun för perioden 1993-2002 en tvåspråkig kommun med finska som majoritetsspråk. Andelen som talade svenska som modersmål var 6,0 %. Lojo kommuns centralort var Virkby.

## Politik

### Mandatfördelning i Lojo kommun, valen 1976–1992
| 8 | 16 | 5 | 3 | 3 |  | 7 |

| 7 | 18 |  | 2 | 5 |  | 9 |

| 6 | 18 |  | 5 | 4 | 9 |

| 5 | 18 | 5 | 3 |  | 11 |

| 5 | 18 | 4 | 4 | 2 |  | 9 |

## Befolkningsutveckling
| Befolkningsutvecklingen i Lojo (lands)kommun 1880–1995 | Befolkningsutvecklingen i Lojo (lands)kommun 1880–1995 | Befolkningsutvecklingen i Lojo (lands)kommun 1880–1995 | Befolkningsutvecklingen i Lojo (lands)kommun 1880–1995 | Befolkningsutvecklingen i Lojo (lands)kommun 1880–1995 |
| --- | ------------------------------------------------------ | ------------------------------------------------------ | ------------------------------------------------------ | ------------------------------------------------------ |
| |                                                        |                                                        |                                                        |                                                        |
| År |                                                        |                                                        | Folkmängd                                              |                                                        |
| 1880 | 1880                                                   |                                                        | 3 981                                                  |                                                        |
| 1890 | 1890                                                   |                                                        | 4 784                                                  |                                                        |
| 1900 | 1900                                                   |                                                        | 6 260                                                  |                                                        |
| 1910 | 1910                                                   |                                                        | 7 848                                                  |                                                        |
| 1920 | 1920                                                   |                                                        | 8 191                                                  |                                                        |
| 1930 | 1930                                                   |                                                        | 10 977                                                 |                                                        |
| 1940 | 1940                                                   |                                                        | 12 948                                                 |                                                        |
| 1950 | 1950                                                   |                                                        | 9 926                                                  |                                                        |
| 1960 | 1960                                                   |                                                        | 10 580                                                 |                                                        |
| 1970 | 1970                                                   |                                                        | 13 118                                                 |                                                        |
| 1975 | 1975                                                   |                                                        | 15 295                                                 |                                                        |
| 1980 | 1980                                                   |                                                        | 15 915                                                 |                                                        |
| 1985 | 1985                                                   |                                                        | 17 260                                                 |                                                        |
| 1990 | 1990                                                   |                                                        | 18 510                                                 |                                                        |
| 1995 | 1995                                                   |                                                        | 18 793                                                 |                                                        |
| Anm: För tidsserien 1880-1975 avser uppgifterna befolkningen den 31 december nämnda år enligt områdesindelningen den 1 januari året efter. Lojo köping ingår 1930 och 1940 trots att köpingen grundades 1926. Från och med 1950 redovisas köpingen (senare staden) separat. |                                                        |                                                        |                                                        |                                                        |

## Bilder

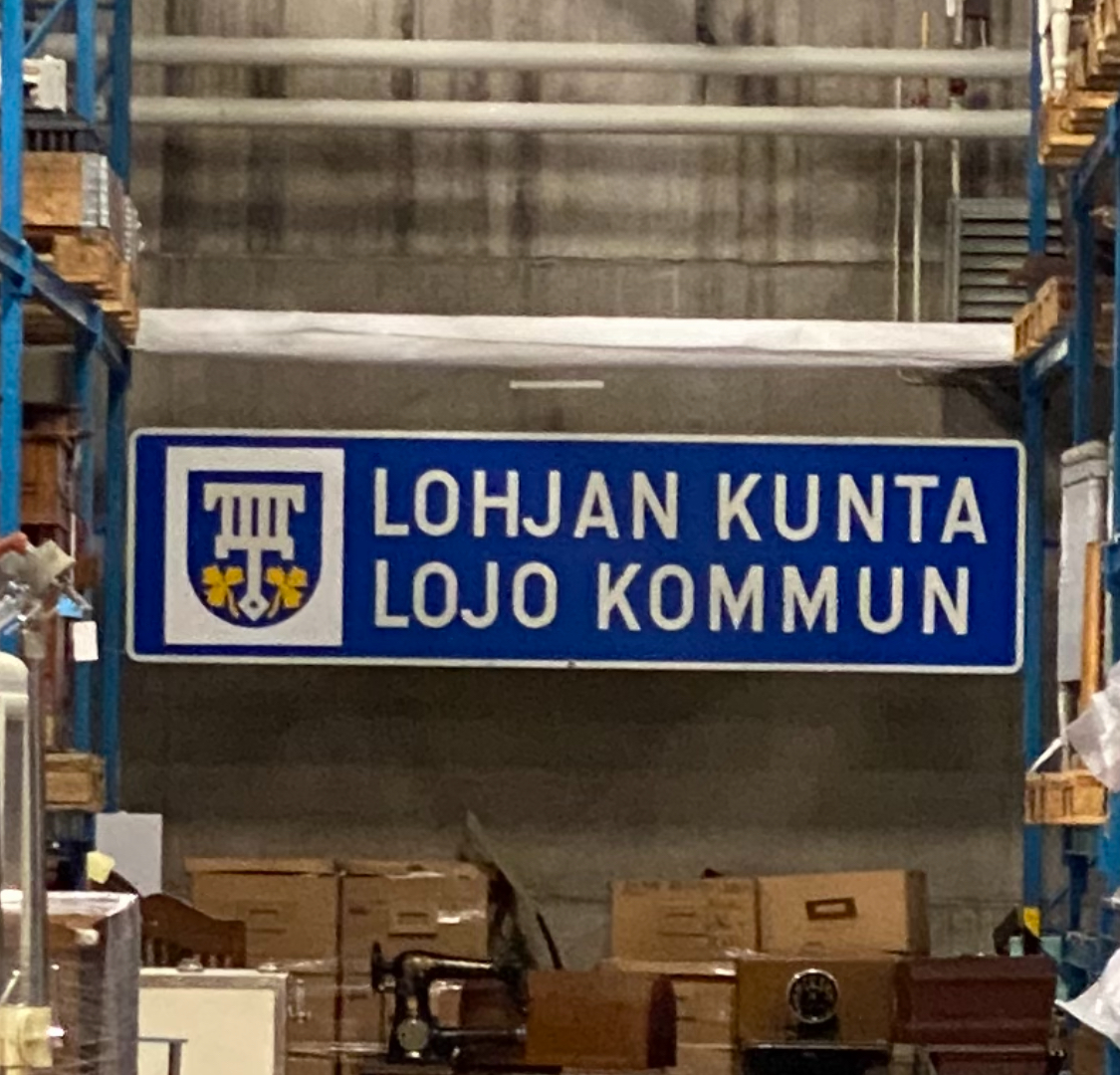
Lojo kommuns gränsskylt i Västra Nylands museums lager.
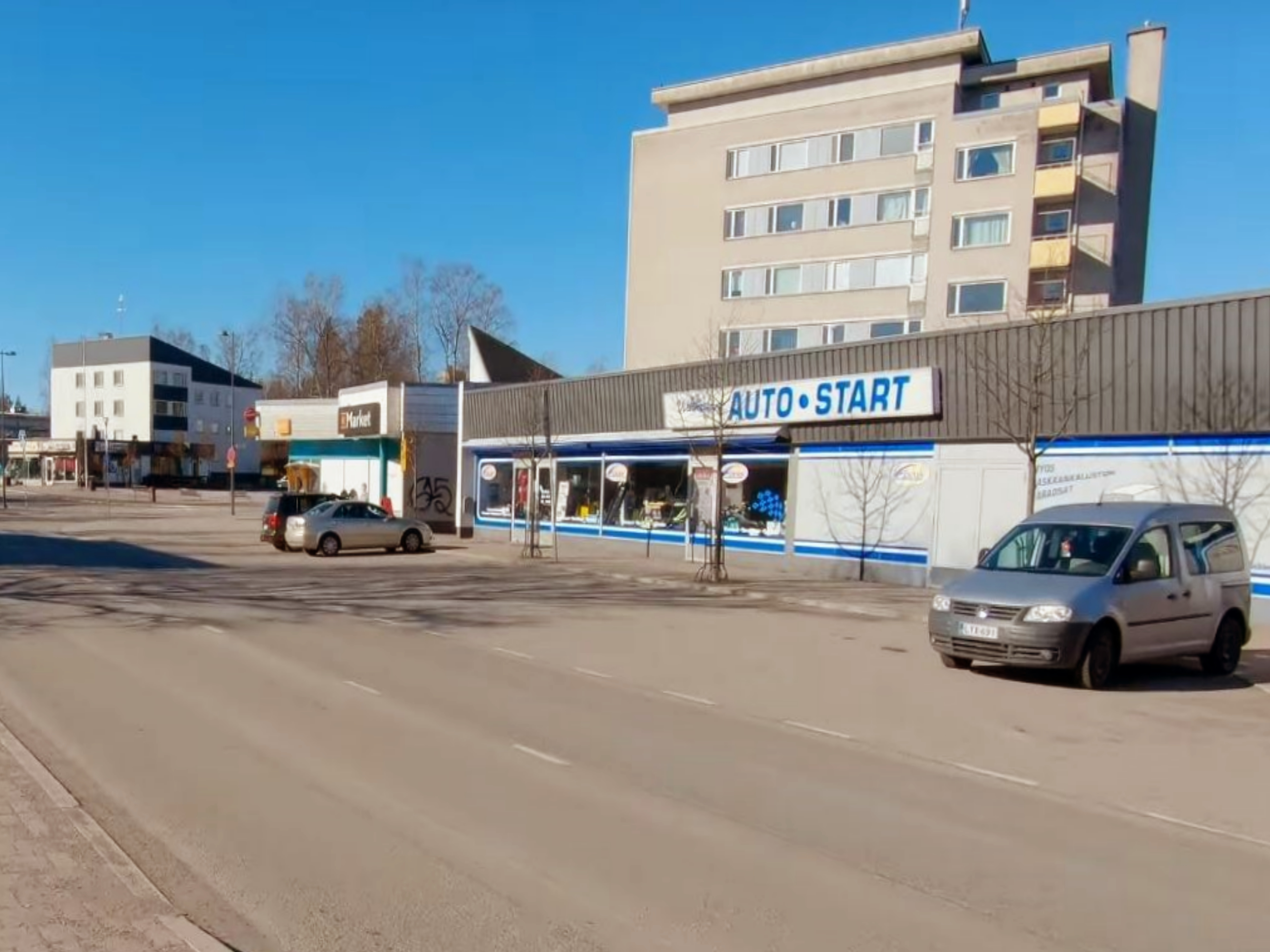
Virkby var Lojo kommuns centralort.
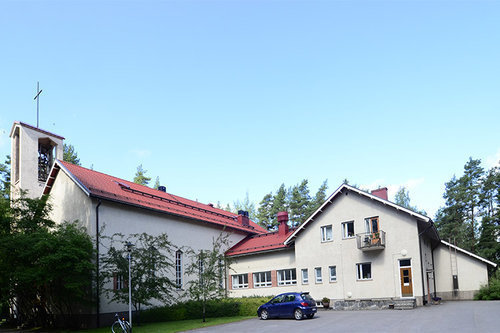
Virkby kyrka i Lojo kommun.
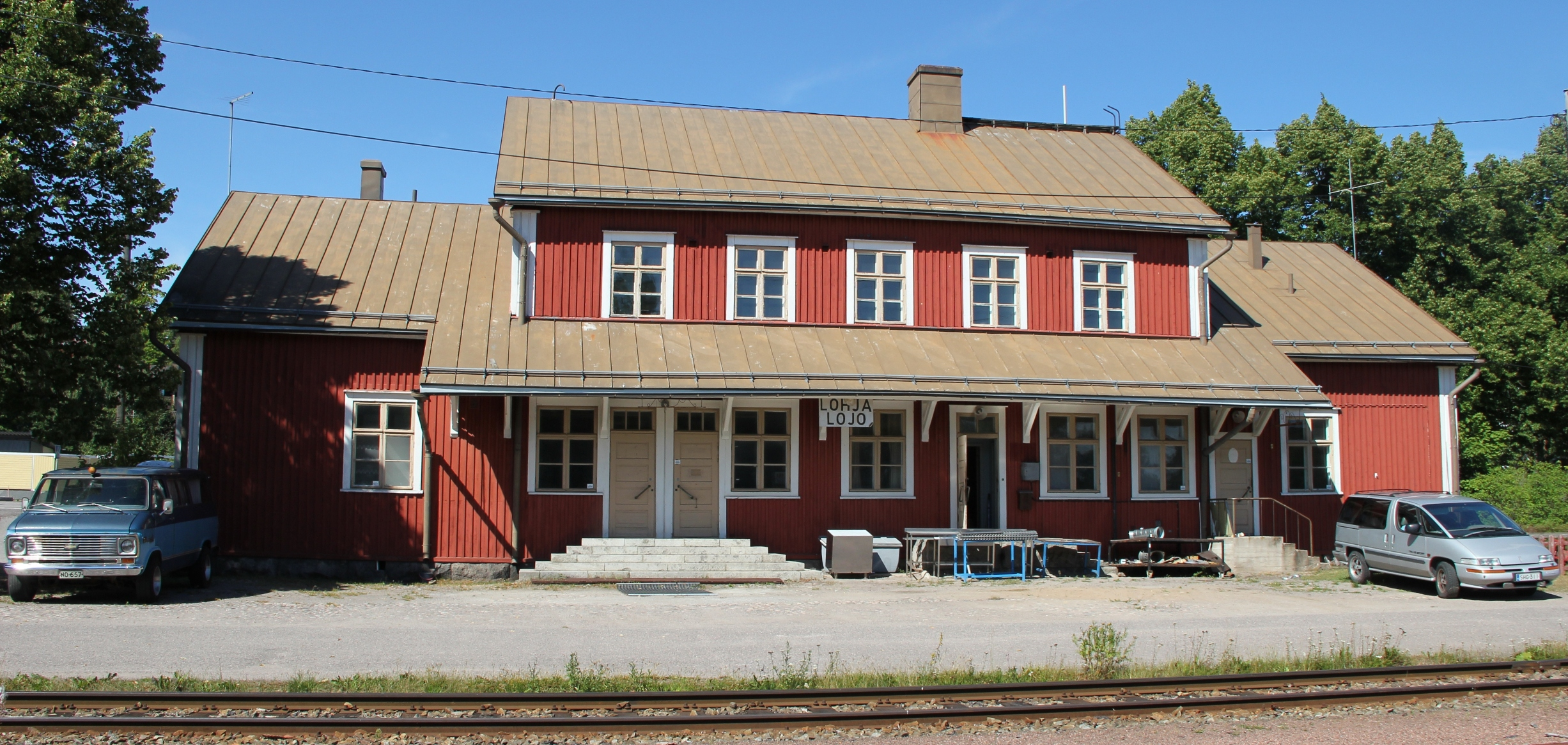
Lojo järnvägsstation i Vendelä fanns i Lojo kommun.
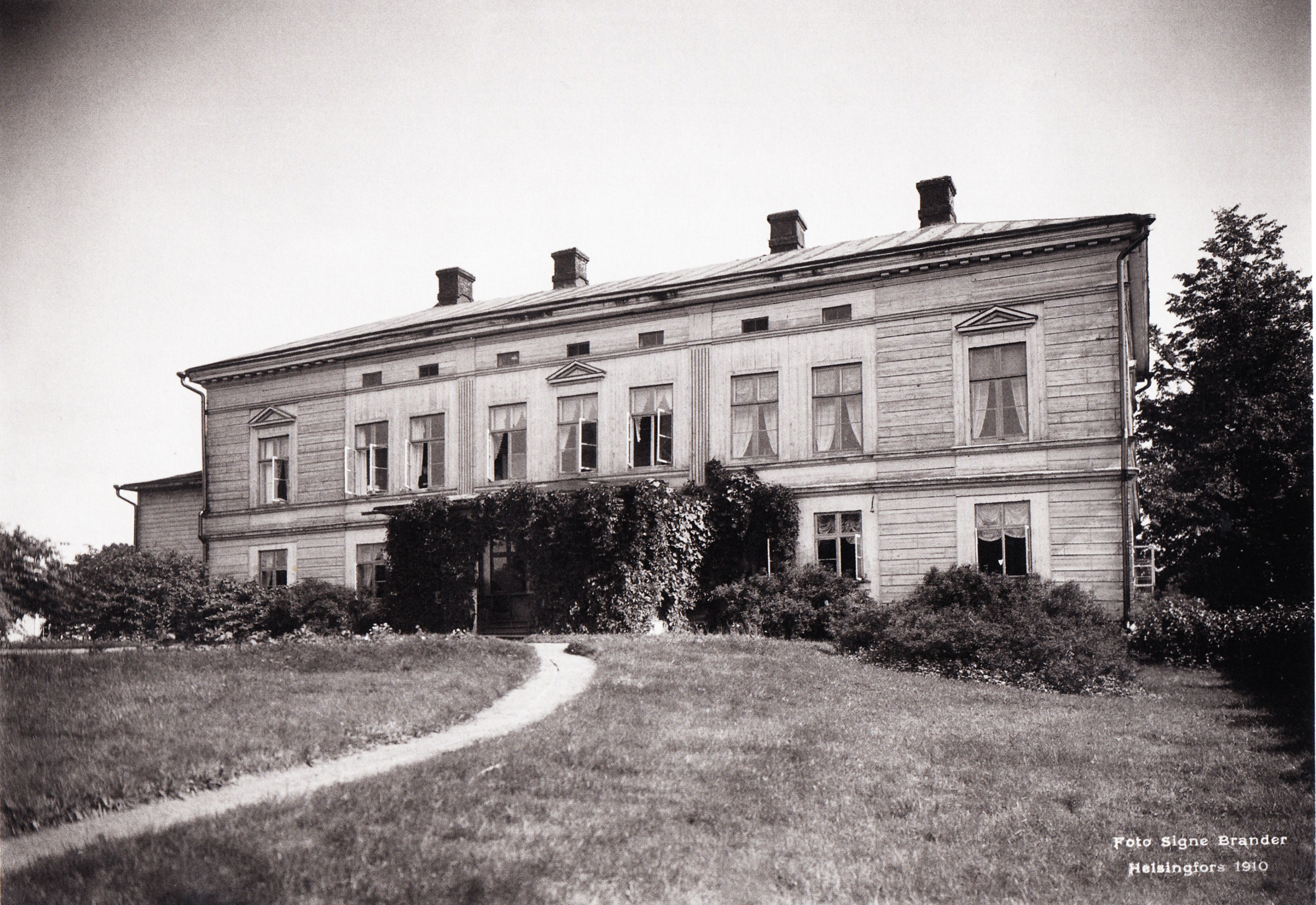
Gerknäs gård i Lojo kommun.